# Salvatore Pigem Serra
Salvatore Pigem Serra C.M.F. (Vilobí d'Onyar, 15 dicembre 1912 – Barbastro, 13 agosto 1936) è stato un religioso spagnolo, martirizzato a Barbastro durante la Guerra civile spagnola e venerato come beato dalla Chiesa cattolica.

## Biografia
Apparteneva ad una famiglia benestante di Vilobí d'Onyar, dove nacque il 15 dicembre 1912. Era nota in città la laboriosità e l'onestà della famiglia. Vivevano in via San Narciso al numero 3, Il padre era segretario comunale e la madre gestiva un negozio di tessuti.
Durante la quaresima de 1924 predicò in città il padre Miguel Salavedra, claretiano e Salvatore corse insieme ad altri bambini ad accoglierlo fuori città. Portò la valigia e non ebbe timore a iniziare una conversazione con scioltezza e garbo. Parlarono anche di vocazione e Salvatore decise di chiedere ai genitori di donarsi a Dio nei claretiani. Un altro bambino Sebastiano Riera, figlio de capo della Guardia Civil, partì nel giugno del 1924 con Salvatore per il collegio di Cervera.
Ebbe da subito note di merito e voti molto alti, specialmente in latino. L'attaccamento allo studio ne indebolì la salute e dovette passare un periodo di tempo a Vic per ristabilirsi.
Emise i voti religiosi il 15 agosto del 1929, il seguito degli studi fu reso difficile dalla legge sul servizio militare e dalla congiuntura sociopolitica della Spagna di quegli anni. Destinato al seminario di Barbastro scriveva:
Non potendo ancora ricevere l'ordinazione sacerdotale perché soggetto al servizio militare, chiede ai superiori di poterlo espletare vicino a casa. Ma la lettera di conferma non arriva in tempo.
Insieme ai suoi confratelli venne arrestato il 20 luglio del 1936 dalle milizie anarchiche sotto il comando del governo repubblicano che presero il potere a Barbastro e venne recluso nel salone della scuola dei padri Scolopi. Al momento della prigionia aveva terminato gli studi. Firmò la lettera di offerta alla Congregazione con queste parole:
(Salvatore Pigem Serra, Firma sulla lettera di offerta alla Congregazione)
Durante la prigionia un carceriere di nome Victor, paesano di Salvatore, propone - solo a lui - la liberazione senza condizioni, ma Salvatore rifiuta.
Insieme a 19 suoi compagni venne fucilato la mattina del 13 agosto sul ciglio di una strada fuori città, fece parte del terzo gruppo di clarettiani di Barbastro che subirono il martirio. I loro corpi sono stati gettati in una fossa comune.

Dopo la guerra i resti dei martiri furono riesumati e si possono venerare oggi nella cripta della casa museo a Barbastro.
Nel 2013 è uscito un film sulla vicenda intitolato "Un Dios prohibido" per la regia di Pablo Moreno.

## Culto
La beatificazione avvenne a Roma, ad opera di Giovanni Paolo II, il 25 ottobre 1992. La Chiesa cattolica lo ricorda il 13 agosto.